# Naturschutzgebiet Niedermühle

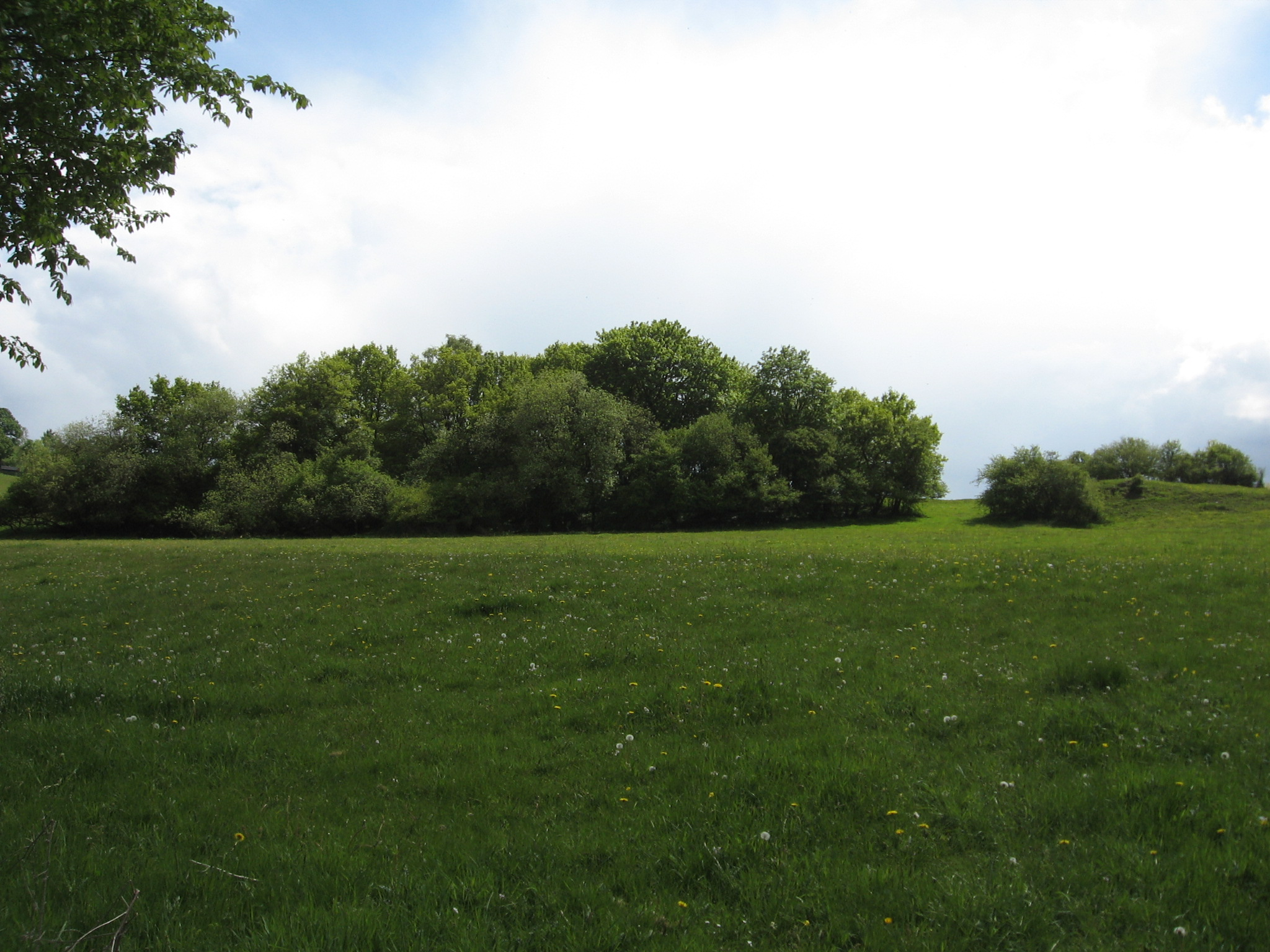
Östliche Bereich vom Naturschutzgebiet Niedermühle Mühle

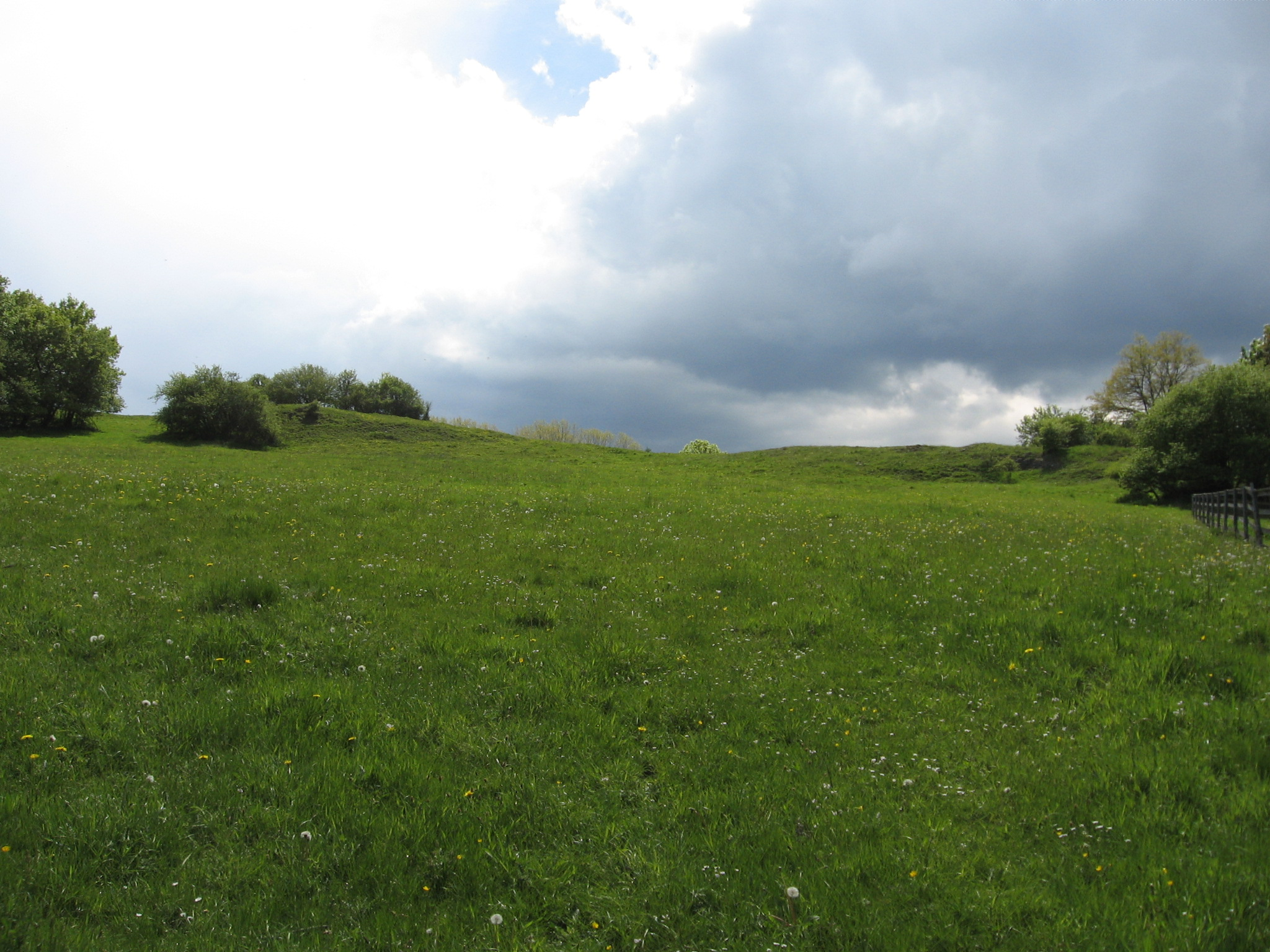
Westliche Bereich vom Naturschutzgebiet Niedermühle Mühle

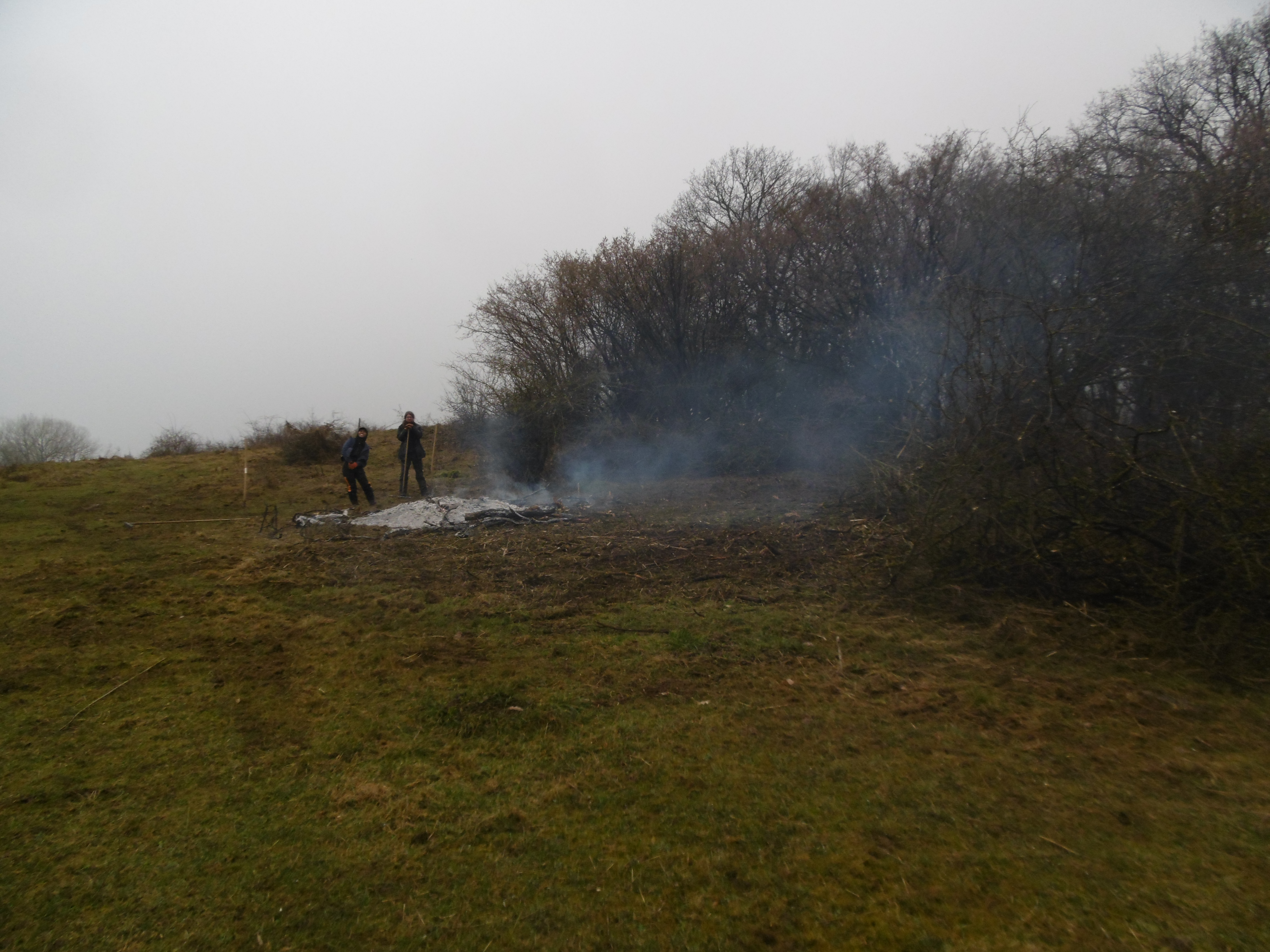
Landschaftspflegetrupp der Biologische Station Hochsauerlandkreis beim Entbuschen eines zugewachsenen Magerrasenbereichs

Das Naturschutzgebiet Niedermühle mit einer Größe von 3,4 ha liegt nordwestlich von Brilon. Das Gebiet wurde 2008 mit dem Landschaftsplan Briloner Hochfläche durch den Hochsauerlandkreis als Naturschutzgebiet (NSG) ausgewiesen. Es ist eines von 31 Naturschutzgebieten in Brilon, welche zur Gruppe der Kalkkuppen mit speziellen Verboten gehören. Große Teile des NSG gehören zum FFH-Gebiet Kalkkuppen bei Brilon (DE 4617-303).

## Gebietsbeschreibung
Beim NSG handelt es sich um die Bergkuppe Niedermühle. An der Kuppe treten kleine Felsen offen zu Tage. Es befinden sich Grünlandbereiche und Gehölzbereiche im NSG. Zum Grünland gehören auch Magerrasen.
Es wurden durch das Landesamt für Natur, Umwelt und Verbraucherschutz Nordrhein-Westfalen Pflanzenarten wie Acker-Witwenblume, Blutwurz, Braunstieliger Streifenfarn, Breitblättriger Thymian, Dornige Hauhechel, Echte Nelkenwurz, Echter Kreuzdorn, Echter Wiesenhafer, Echtes Johanniskraut, Echtes Labkraut, Flaumiger Wiesenhafer, Frühlings-Fingerkraut, Geflecktes Knabenkraut, Gelbes Sonnenröschen, Gemeine Braunelle, Gemeiner Frauenmantel, Gewöhnliche Goldnessel, Gras-Sternmiere, Große Händelwurz, Kleine Bibernelle, Kleiner Wiesenknopf, Kleines Habichtskraut, Knoblauchsrauke, Knolliger Hahnenfuß, Kriechender Hahnenfuß, Magerwiesen-Margerite, Mauerlattich, Mauerraute, Mittlerer Wegerich, Nesselblättrige Glockenblume, Nickendes Leimkraut, Purgier-Lein, Rundblättrige Glockenblume, Scharfer Hahnenfuß, Scharfer Mauerpfeffer, Skabiosen-Flockenblume, Spitzlappiger Frauenmantel, Spitz-Wegerich, Tauben-Skabiose, Vielblütige Weißwurz, Weißes Labkraut, Wiesen-Bärenklau, Wiesen-Flockenblume, Wiesen-Glockenblume, Wiesen-Goldhafer, Wiesen-Schafgarbe, Wiesen-Schlüsselblume und Zerbrechlicher Blasenfarn nachgewiesen.

## Schutzzweck
Im NSG sollen die Grünlandbereiche geschützt werden. Wie bei allen Naturschutzgebieten in Deutschland wurde in der Schutzausweisung darauf hingewiesen, dass das Gebiet „wegen der Seltenheit, besonderen Eigenart und Schönheit des Gebietes“ zum Naturschutzgebiet wurde. Der Landschaftsplan führt zum Schutzzweck auf: „Erhaltung und Optimierung eines artenreichen Biotopmosaiks aus überwiegend extensiv genutztem Magergrünland, Hecken und Feldgehölzen als Lebensräume von tlw. seltenen und gefährdeten Tier- und Pflanzenarten sowie als wichtige Teilfläche im regionalen Verbund ähnlicher Biotopstrukturen; Sicherung und tlw. Extensivierung der überkommenen Grünlandnutzung auf Flächen mit hohem ökologischem Standortpotenzial durch Vertragsangebote zur Erhaltung dieses Biotopmosaiks; Sicherung der Kohärenz und Umsetzung des europäischen Schutzgebietssystems ‚Natura 2000‘.“

## Verbote
Zu den normalen Verboten in Naturschutzgebieten kommen beim NSG Niedermühle wie bei den anderen 30 Kalkkuppen zusätzliche Verbote hinzu. Es ist verboten, die Briloner Kalkkuppen zu düngen, zu walzen und zu schleppen. Es dürfen nicht mehr als zwei Großvieheinheiten pro Hektar gleichzeitig weiden. Ferner darf erst ab dem 1. Juli eines Jahres gemäht werden.